# Hans Urmiller
Hans Urmiller (geboren vor 1529; gestorben 1572 in Wolfratshausen) war ein deutscher Jurist und Richter.

## Leben
Urmiller war Richter des Pfleggerichts Wolfratshausen vom 16. Januar 1529 bis 20. April 1535. Er stieg zum herzoglich-bayerischen Rat auf und wurde der Kämmerer von Herzog Albrecht V. Im Jahr 1552 ließ er Schloss Leutstetten erbauen. Er starb, wahrscheinlich an der Pest, 1572 in Wolfratshausen. Seine Witwe Kunigunde Rosenbusch von Notzing verkaufte das Schloss 1576.

## Gemälde
Auf zwei gleichformatigen Gemälden wurden vermutlich Hans Urmiller und seine Frau porträtiert. Diese wurden um 1525 von Barthel Beham, einem Schüler Albrecht Dürers, auf Tannenholz gemalt. Das Porträt, das einen Mann und seinen Sohn zeigt (64,8 × 47,2 cm), ist im Besitz des Städels in Frankfurt am Main (erworben 1846).  Das Bild von dessen Frau mit Tochter (65,4 × 47,3 cm) befindet sich im Philadelphia Museum of Art. Die Zusammengehörigkeit beider Porträts als Pendant wurde von Max J. Friedländer erkannt. Der Kunstwissenschaftler Stephan Kemperdick deutet die dargestellte Frau aufgrund des Wappens als Margarete Schwab. Die Bildlegende vermerkt, es handele sich um „ein Mitglied der bayerischen Patrizierfamilie der Urmillers“. Falk Ohorn vermutete 2003, dass die dargestellte Person eher  mit Harmating zu verknüpfen sei, wo ein Urmiller aus Wolfratshausen im 16. Jahrhundert auf der gleichnamigen Burg Pfleger gewesen sei.
Das Gemälde wurde auf verschiedenen Banknoten nachgebildet, insbesondere spiegelbildlich auf dem 50-DM-Schein der dritten Serie der Deutschen Bundesbank.

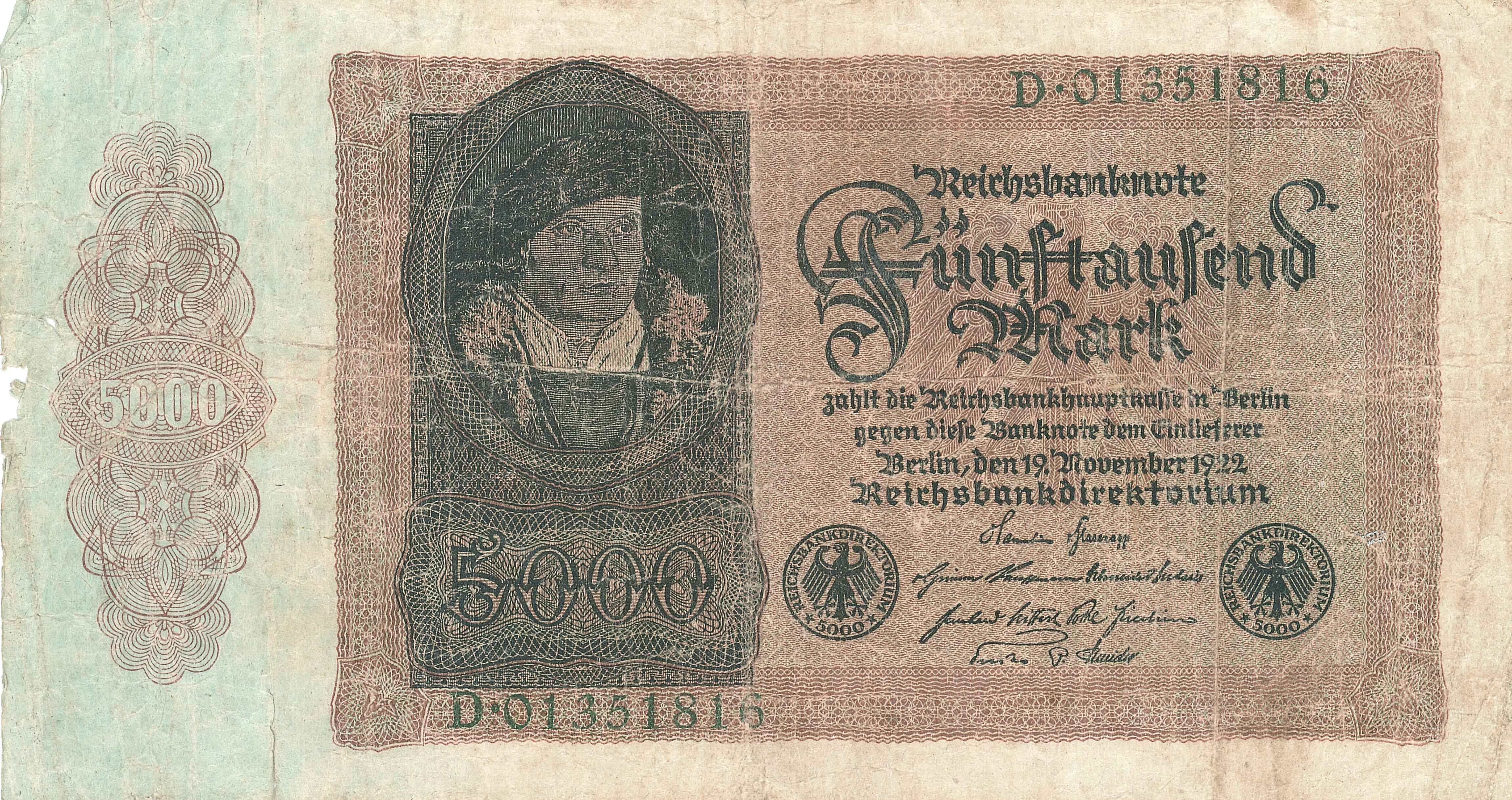
5000 Mark, Papiermark, 1922
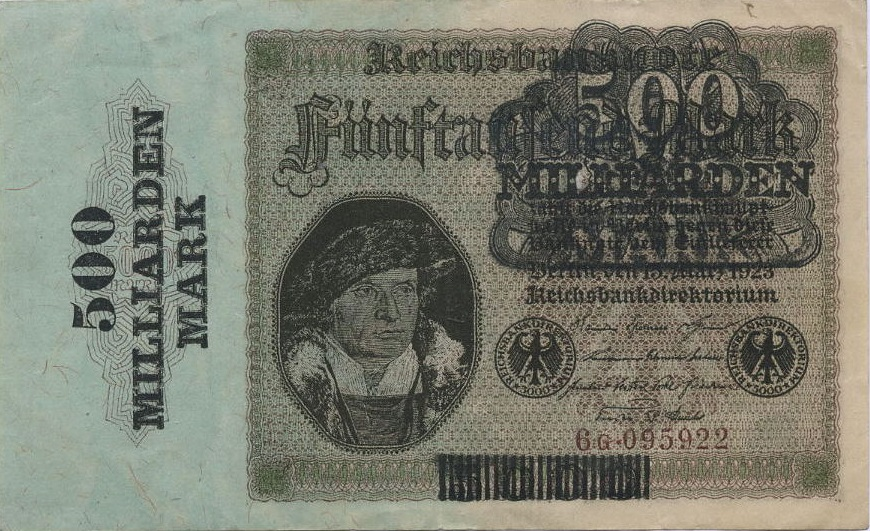
500 Milliarden Mark, Inflationsgeld, 1923
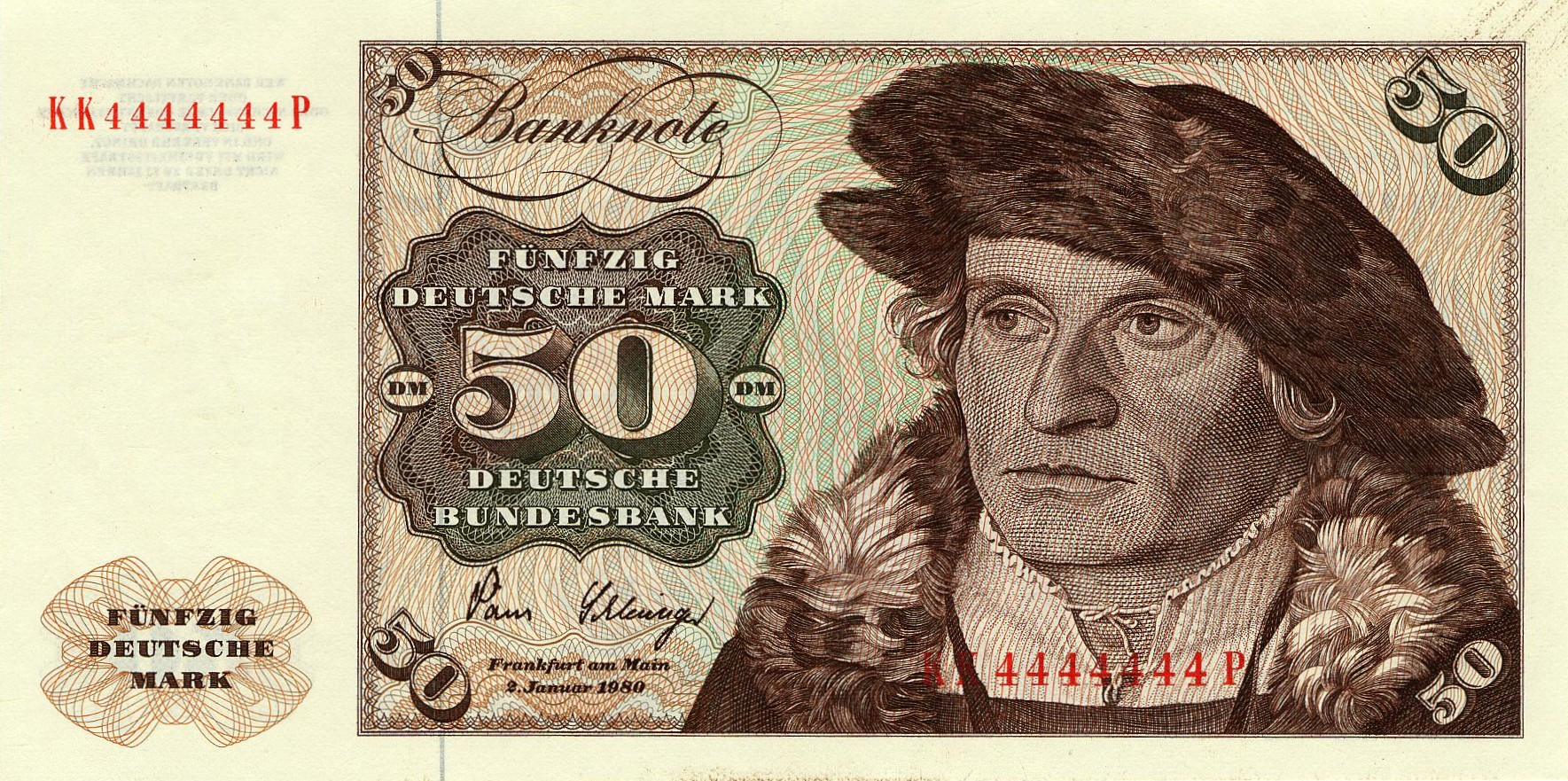
50 Deutsche Mark, 1980

## Erinnerung
Im Wolfratshauser Gewerbegebiet ist eine Straße nach Hans Urmiller benannt.